# Équipe de France de basket-ball en 1931
L'Équipe de France de basket-ball en 1931.

## Les matches
| Date          | Lieu  | Adversaire | Score   | Compétition | Meilleurs marqueurs (France) |
| 26 avril 1931 | Paris | Belgique   | V 53-21 | A           | Marc Burnel (18)             |
| 24 mai 1931   | Porto | Portugal   | V 32-9  | A           | -                            |

D : défaite, V : victoire
A : Amical

## L'équipe
- Sélectionneur :
- Assistants :

| Poste | Joueur | Nombre matchs | Nombre points | Club(s) 1931   |
| -     | Marc Burnel | 2             | -             | CS Plaisance   |
| -     | Roger Burnel | 2             | -             | CS Plaisance   |
| -     | Charles Fonteyne : né à Lille le 13 mai 1908, décédé à Lille le 9 décembre 2000. Capitaine de l'équipe de basket ball de l'Olympique Lillois; championne de France en 1934. Sélectionné aux jeux olympiques de Berlin 1936. Ancien dirigeant de la section fédérale des Flandres de basket ball. Médaille d'or de la FFBB. Médaille d'or de l'Éducation Physique et des Sports. Palmes Académiques. | -             | Lille         |                |
| -     | Henri Hell | 2             | -             | AS Montrouge   |
| -     | Jacques Moreno | 2             | -             | Stade français |
| -     | Amédée Sabourdy | 1             | 4             | AS Montrouge   |
| -     | Antoine Rudler | 2             | -             | FA Mulhouse    |

## Sources et références
- CD-rom : 1926-2003 Tous les matchs des équipes de France édité par la FFBB.